# Kai Klefisch
Kai Klefisch (* 3. Dezember 1999 in Leverkusen) ist ein deutscher Fußballspieler, der seit 2024 beim SV Darmstadt 98 in der 2. Bundesliga unter Vertrag steht.

## Vereinskarriere
Kai Klefisch wechselte von der Jugend von Bayer 04 Leverkusen zur Jugend vom FC Viktoria Köln. Dort kam er mit der U17 2014/15 und mit der U19 2016/17 in der Bundesliga West zum Einsatz. Im März 2018 stand er zum ersten Mal im Kader der Regionalliga-Mannschaft. Zur Saison 2018/19 erhielt Klefisch einen Vertrag für die erste Mannschaft. Zum Regionalliga-Debüt kam er am 28. August 2018 gegen die SG Wattenscheid 09, wobei er 66 Minuten auf dem Platz stand. Bei der 1:3-Niederlage in der 1. Runde des DFB-Pokals 2018/19 gegen RB Leipzig am 19. August wurde er eingewechselt. Insgesamt kam er in seiner ersten Saison zu acht Einsätzen und stand zweimal in der Startelf. Zum Ende der Saison stieg Klefisch mit Viktoria Köln in die 3. Liga auf.
Am zweiten Spieltag der 3.-Liga-Saison 2019/20 wurde Klefisch gegen den Chemnitzer FC eingewechselt und kam somit zu seinem ersten Einsatz in einer Profiliga. Sein erstes Tor erzielte er am 22. Spieltag beim 4:3-Auswärtssieg der Viktoria in Halle. Insgesamt stand Klefisch in seiner ersten Drittligaspielzeit bei 26 Einsätzen 14-mal in der Startelf und erzielte zwei Tore.
Zur Saison 2022/23 verpflichtete Zweitligist SC Paderborn 07 Klefisch, wo dieser in 44 Partien in der 2. Bundesliga zum Einsatz kam.
Der südhessische Zweitligist SV Darmstadt 98 verpflichtete Klefisch für die Saison 2024/25.

## Erfolge
- Meister der Fußball-Regionalliga West: 2019
- Mittelrheinpokal-Sieger: 2018, 2021, 2022